# Mirko Brumat
Mirko Brumat (tudi Miroslav Brumat in Friderik Brumat), italijanski rimskokatoliški duhovnik, nabožni  pisatelj in kulturni delavec slovenskega rodu, * 18. julij 1897, Šempeter pri Gorici, Avstro-Ogrska, † 20. november 1950, Gorica, Italija.

## Življenje in delo
Rodil se je v družini poštnega uradnika Petra in gospodinje Emilije Brumat rojene Goffo. Po končani ljudski šoli v rojstnem kraju je v Gorici obiskoval gimnazijo (1907-1915). Bogoslovje je obiskoval v Stični (1915-1916) in Innsbrucku (1916-1921). Tu je 26. julija 1920 prejel mašniško posvečenje, januarja 1921 pa doktoriral iz bogoslovnih ved. Kot kaplan je služboval v Solkanu (1921-1922) ter bil stolni vikar (1922-1935), stolni kanonik (1935-1945) in sholastik v Gorici (1945-1950).
Brumat je v okviru goriške škofije opravljal še druge službe. Bil je suplent moralne teologije v velikem (1921-1922) in profesor slovenščine v malem semenišču, predsednik Družbe sv. Rafaela za slovenske izseljence, slovenski škofijski delegat za misijone, profesor petja v bogoslovju, notar cerkvenega sodišča, voditelj goriške Marijine družbe in škofijski voditelj vseh slovenskih Marijinih družb (1935-1950). Zrasel je v vodilno osebnost slovenske duhovščine na Goriškem. Bil je neustrašen v obrambi narodnih pravic slovenske manjšine v dobi fašizma in nasprotnik komunizma.
Napisal je vzgojno mladinsko knjigo Kam? (Gorica 1923), šmarnice Na Sveto Goro! (Gorica 1924), Pota Marijina (Gorica 1925), šmarnice Mala Cvetka Marijina (Gorica 1929), življenjepis Sv. Antona Padovanskega Čudodelnik (Gorica 1931), Molimo in trpimo za misijone (Gorica 1932). V verskih listih je objavil več člankov in bil urednik mesečnika Svetogorska Kraljica (1938-1939). Leta 1944 je začel izdajati glasilo goriške dekliške Marijine družbe Vijolico. Urejal je tudi tednik Slovenski Primorec (1946-1948) ter bil od leta 1949 pa do smrti tudi urednik lista Katoliški glas. Brumat se je poskušal tudi kot nabožni pesnik in glasbenik. Vrsto pesmi je uglasbil in sam izdal zbirko 24 pesmi Brezmadežnemu srcu (Ljubljana 1944). Osnoval in vodil je tudi škofijski dobrodelni odbor za pomoč slovenskim internirancem v Gonarsu in drugih taboriščih.  Bil pa je predvsem duhovnik, ki je iz dušnopastirskih potreb pisal prozo in poezijo, komponiral, pridigal, in urejeval časopise.